# Ренато Гандолфи
Ренато Гандолфи (на италиански: Renato Gandolfi) е италиански футболист, вратар.

## Кариера
Гандолфи е приет в академията на Торино през 1940 г., след което играе в Карарезе за два сезона в Серия Ц. Преди това той е част от Великият Торино през сезон 1948/49 като резервен вратар: втори след Валерио Бачигалупо. Той изиграва два мача в Серия А от сезона, започвайки като титуляр на 28 ноември 1948 г. срещу Триестина. По време на пътуване до Португалия, той е принуден да отстъпи мястото си на Дино Баларин, третият вратар, под натиска на брат му Алдо Баларин: това го спасява от катастрофата в Суперга.
Той остава в Торино с единствения останал играч Сауро Тома, резервата на Джузепе Моро през 1948/49, а през 1950 г. е продаден на Леняно в Серия Б.
С Леняно, Гандолфи печели промоция за Серия А и придобива особено умение да отразява наказателни удари: в сезон 1951/52 той спасява пет. През 1952 г. се връща в Серия Б с Дженоа, спечелвайки още една промоция за Серия А като резерва на Анджело Франсози. Той дебютира с „рособлу“ в разгара на мача между Дженоа и Леняно от 5 април 1953 г. През 1954 г. преминава в Лацио, където не успява да запише участие. Накрая се завръща в Генуа, където потвърждава репутацията си на опитен вратар за наказателни удари, решително спасил дузпа срещу Верона през сезон 1957/58.

## Отличия
Торино
- Серия А: 1948/49

Дженоа
- Серия Б: 1952/53